# Ferenczi János (református lelkész)
Ferenczi János (Középajta, 1789. március 22. – Dálnok, 1868. április 25.) református lelkész, néprajzi író.

## Élete
Anyai nagyapja Dézsi Lázár György püspök volt. Kézdivásárhelyen, Nagyenyeden és 1811-től 1815-ig Göttingenben tanult, itt nyelvészeti, természet- és orvostudományi előadásokat is hallgatott. 1815-től Dálnokon volt református lelkész. 1857-től a kézdi református egyházmegye esperese volt egészen haláláig.
Dálnokon érte a halál 79 évesen, 1868. április 25-én.

## Munkássága
Számos néprajzi és történelmi cikket közölt a Hon és Külföld, a Társalkodó, Mulattató című folyóiratokban, a Székelyföld történetéről szóló műve kéziratban maradt. Elsőként írta le a Dálnokhoz közeli Ika várát, és Háromszékre vonatkozó jegyzetekkel segítette Orbán Balázs munkáját.
Az 1848–49-es forradalom és szabadságharc alatt szerepet vállalt Háromszék mozgalmaiban.
1859-ben 1100 könyvből álló könyvtárát a Székely Mikó Kollégiumnak adományozta.
A korabeli erdélyi lapokban, különösen a brassói Mulattatóban (1838–1839) több néprajzi és történelmi cikket közölt a háromszéki székelységről.
Könyvgyűjteményével 1859-ben megalapította a sepsiszentgyörgyi ref. Székely Mikó Kollégium könyvtárát. Kéziratos hagyatékát is itt őrzik.
A Magyarhoni Földtani Társulat tagja volt 1866-tól.

## Művei
- Néhai méltgs Petrityevith Horváth Mária ur asszony halálából származott: Méltgs gróf Hidvégi Miklós ur eő nagysága, éles fájdalminak megenyhítésére mondatott vigasztalo halotti tanítás… Bodokon 1818. decz. 20. Brassó, 1819. (Szabó Péter beszédével együtt.)
- I. Ferdinánd kormány kezdése innepén (Erdélyi Prédikátori Tár, Kolozsvár, 1835. 5. füzet)
- Egy nagy reményű ifjuban mit vesztenek a szülők s a haza (ifju Gyárfás Miklós úrfi végtiszteletére Léczfalván 1838. jan. 29. Lukátsfi Lajos, A dicséretre méltó ifju főbb tulajdonai c. halotti beszéde mellett. Brassó, 1838.)
- Ika vagy Csonka vár (Mulattató, Brassó, 1838 június)
- Hajdani székely nemzet áldozó pohara (Hon és Külföld 1845. 11. 12. 31. sz.)
- Der Madefalver Bluttag und Aufgabe des Landtags: dass nichts Aehnliches geschehe (Blätter für Gemüth… 1848. 24. 25. sz.)